# Parlamentswahl in Kastilien-La Mancha 2019
- PSOE: 19
- Cs: 4
- PP: 10

Die Regionalwahl 2019 in Kastilien-La Mancha fanden am 26. Mai 2019 statt, um die 10. Cortes der Autonomen Gemeinschaft Kastilien-La Mancha zu wählen. Alle 33 Sitze in den Cortes standen zur Wahl. Die Wahlen wurden zeitgleich mit den Regionalwahlen in elf weiteren autonomen Gemeinschaften und Kommunalwahlen in ganz Spanien sowie den Wahlen zum Europäischen Parlament 2019 durchgeführt.

## Wahlsystem
Die Cortes von Kastilien-La Mancha sind die dezentrale, einkammrige Legislative der Autonomen Gemeinschaft von Kastilien-La Mancha, die über eine Gesetzgebungsbefugnis in regionalen Angelegenheiten verfügt, wie sie durch die spanische Verfassung und das kastilisch-manchagische Autonomiestatut definiert ist, sowie die Fähigkeit, das Vertrauen in einen Präsidenten der Junta der Gemeinschaften zu wählen oder es zurückzuziehen. Die Abstimmung für die Cortes erfolgt auf der Grundlage des allgemeinen Wahlrechts, das alle Staatsangehörigen über achtzehn Jahre umfasst, die in der Region Kastilien-La Mancha registriert sind und in voller Ausübung ihrer politischen Rechte stehen. Darüber hinaus müssen kastilisch-manchagische Menschen im Ausland eine Wahl beantragen, bevor sie wählen dürfen, ein System, das als „Bettelung“; oder Expat-Abstimmung bekannt ist (Spanisch: Voto rogado).
Die 33 Mitglieder der Cortes von Kastilien-La Mancha werden nach der D’Hondt-Methode und einem geschlossenen Listenverhältnis gewählt, wobei in jedem Wahlkreis ein Schwellenwert von 3 Prozent der gültigen Stimmen – einschließlich leerer Stimmen – gilt. Parteien, die den Schwellenwert nicht erreichen, werden bei der Sitzverteilung nicht berücksichtigt. Darüber hinaus kann die Anwendung der D’Hondt-Methode je nach Bezirksgröße zu einem effektiven Schwellenwert von über drei Prozent führen. Die Sitze werden den Wahlkreisen zugewiesen, die den Provinzen Albacete, Ciudad Real, Cuenca, Guadalajara und Toledo entsprechen. Jeder Wahlkreis hat Anspruch auf zunächst mindestens drei Sitze, wobei die restlichen 18 im Verhältnis zu seiner Bevölkerung auf die Wahlkreise verteilt sind.
Das Wahlgesetz sieht vor, dass Parteien, Verbände, Koalitionen und Wählergruppen Kandidatenlisten vorlegen können. Die Zusammenschlüsse von Wählern sind jedoch verpflichtet, die Unterschrift von mindestens einem Prozent der in dem Wahlkreis, für den sie sich zur Wahl stellen, eingetragenen Wähler sicherzustellen. Den Wählern ist es untersagt, für mehr als eine Liste von Kandidaten zu unterschreiben. Gleichzeitig sind Parteien und Verbände, die beabsichtigen, eine Koalition einzugehen, um gemeinsam an einer Wahl teilzunehmen, verpflichtet, die zuständige Wahlkommission innerhalb von zehn Tagen nach der Wahlerklärung zu informieren.

## Wahldatum
Die Laufzeit der Cortes von Kastilien-La Mancha läuft vier Jahre nach dem Datum ihrer letzten Wahl ab. Die Wahlen zu den Cortes sind für den vierten Sonntag im Mai alle vier Jahre festgelegt. Die letzte Wahl fand am 24. Mai 2015 statt, wobei das Wahldatum für die Cortes auf Sonntag, den 26. Mai 2019, festgelegt wurde.
Der Präsident der Junta der Gemeinschaften hatte das Vorrecht, die Cortes von Kastilien-La Mancha aufzulösen und eine Schnellwahl durchzuführen, vorausgesetzt, dass kein Misstrauensantrag im Gange war, keine landesweiten Wahlen fällig waren und einige Zeitvorgaben erfüllt waren: nämlich, dass die Auflösung weder während der ersten Legislaturperiode noch innerhalb des letzten Jahres der Legislative vor ihrem geplanten Ablauf erfolgte, noch bevor ein Jahr seit einer früheren Auflösung verstrichen war. Jede Schnellwahl, die aufgrund dieser Umstände abgehalten wird, würde die Zeit bis zur nächsten ordentlichen Wahl nicht verändern, da die gewählten Abgeordneten lediglich das, was von ihren vierjährigen Amtszeiten übrig geblieben ist, austragen. Im Falle, dass ein Investiturverfahren innerhalb von zwei Monaten nach dem ersten Wahlgang keinen Regionalpräsidenten wählt, gilt der Kandidat aus der Partei mit der höchsten Anzahl von Sitzen als automatisch gewählt.